# Греко-римская борьба на летних Олимпийских играх 1948 — до 62 кг
Соревнования по греко-римской борьбе в рамках Олимпийских игр 1948 года в полулёгком весе (до 62 килограммов) прошли в Лондоне с 3 по 6 августа 1948 года в «Empress Hall».
Турнир проводился по системе с начислением штрафных баллов. За чистую победу штрафные баллы не начислялись, за победу по очкам борец получал один штрафной балл, за поражение по очкам со счётом 2-1 два штрафных балла, за поражение со счётом 3-0 или чистое поражение — три штрафных балла. Борец, набравший пять штрафных баллов, из турнира выбывал. Борцы, вышедшие в финал, проводили встречи между собой. В случае, если они уже встречались в предварительных встречах, такие результаты зачитывались. Схватка по регламенту турнира продолжалась 20 минут. Если в течение первых десяти минут не было зафиксировано туше, то судьи могли определить борца, имеющего преимущество. Если преимущество никому не отдавалось, то назначалось шесть минут борьбы в партере, при этом каждый из борцов находился внизу по три минуты (очередность определялась жребием). Если кому-то из борцов было отдано преимущество, то он имел право выбора следующих шести минут борьбы: либо в партере сверху, либо в стойке. Если по истечении шести минут не фиксировалась чистая победа, то оставшиеся четыре минуты борцы боролись в стойке.

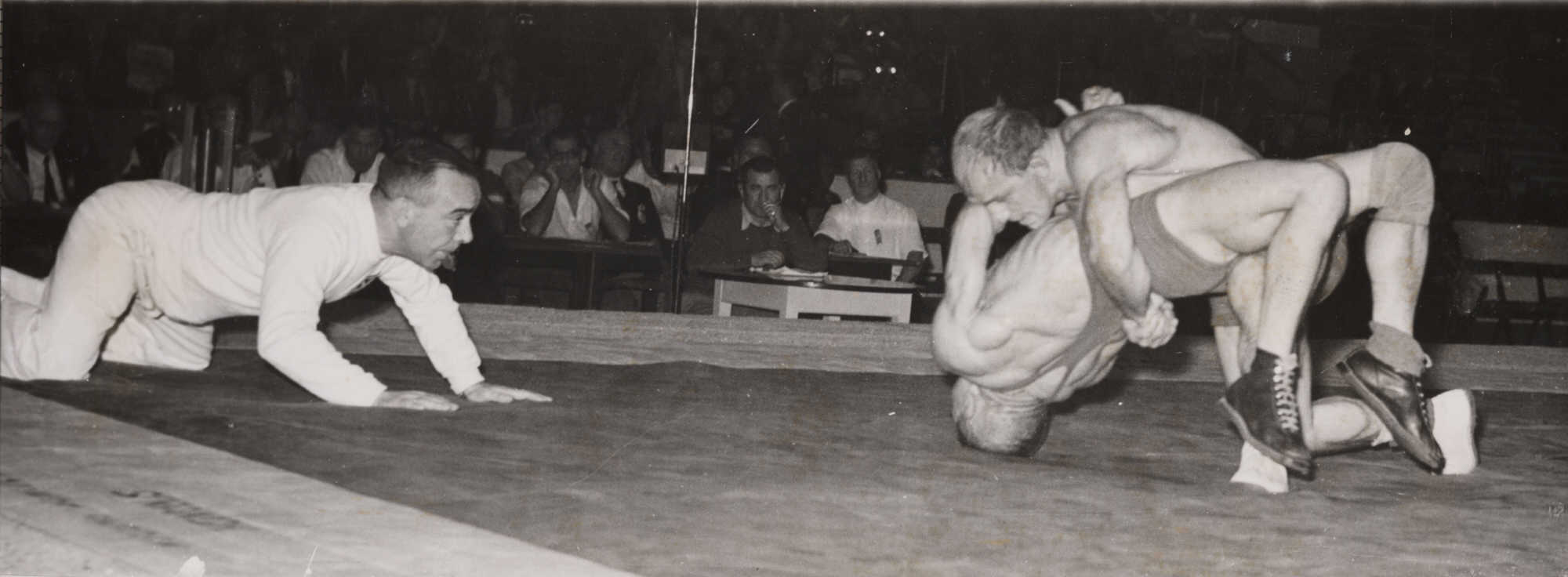
Момент финальной встречи. Улле Андерберг дожимает Ференца Тота до туше.

В полулёгком весе боролись 17 участников. Безусловным фаворитом был чемпион Европы 1947 года Улле Андерберг, в дальнейшем двукратный чемпион мира. Конкуренцию, как предполагалось, ему мог составить ветеран турниров Ференц Тот, серебряный призёр чемпионатов Европы 1934 и 1947 годов, а также двукратный довоенный чемпион Европы по вольной борьбе. Но Андерберг неожиданно чисто проиграл в третьем круге турку Мехмету Октаву. К решающим встречам у трёх борцов: Октава, Андерберга и Тота было по три штрафных балла. Финальная встреча состоялась между Андербергом и Тотом и она при любом исходе не приносила Андербергу золотой медали, поскольку даже чистая победа оставляла ему те же три штрафных балла, но он уступил Октаву в личной встрече. Между тем, Тот, в случае любой победы, должен был бы бороться за «золото» с Октавом. Андерберг победил чисто, что принесло ему «серебро». 

## Призовые места
- Мехмет Октав
- Улле Андерберг
- Ференц Тот

## Первый круг
| Штрафных баллов | Участник 1        | Результат    | Участник 2                | Штрафных баллов |
| --------------- | ----------------- | ------------ | ------------------------- | --------------- |
| 1               | Эркки Талосела    | 3-0          | Эль-Сайед Мохамед Кандиль | 3               |
| 1               | Хенк Дийк         | 3-0          | Омар Блебел               | 3               |
| 0               | Луиджи Кампанелла | Туше (10:00) | Антониос Гриллос          | 3               |
| 1               | Эгиль Сольсвик    | 3-0          | Адольф Мюллер ²           | 3               |
| 0               | Сафи Таха         | Туше (1:46)  | Раймонд Штрассер          | 3               |
| 1               | Ференц Тот        | 2-1          | Ян Стельник ¹             | 2               |
| 0               | Энтоин Мерл       | Туше (1:51)  | Джек Мортимер             | 3               |
| 0               | Улле Андерберг    | Туше (14:29) | Георг Вейднер             | 3               |
| 0               | Мехмет Октав      | Пропускал    |                           |                 |

¹ Снялся с соревнований
² Был дисквалифицирован перед вторым кругом за превышение предела веса для категории

## Второй круг
| Штрафных баллов | Участник 1                | Результат   | Участник 2       | Штрафных баллов |
| --------------- | ------------------------- | ----------- | ---------------- | --------------- |
| 1               | Мехмет Октав              | 3-0         | Эркки Талосела   | 4               |
| 4               | Эль-Сайед Мохамед Кандиль | 3-0         | Хенк Дийк        | 4               |
| 4               | Антониос Гриллос          | 2-1         | Омар Блебел      | 5               |
| 1               | Луиджи Кампанелла         | 2-1         | Эгиль Сольсвик   | 3               |
| 1               | Ференц Тот                | Туше (5:01) | Джек Мортимер    | 6               |
| 3               | Георг Вейднер             | Туше (1:51) | Раймонд Штрассер | 6               |
| 1               | Сафи Таха                 | 3-0         | Энтоин Мерл      | 3               |
| 0               | Улле Андерберг            | Пропускал   |                  |                 |

## Третий круг
| Штрафных баллов | Участник 1                | Результат    | Участник 2       | Штрафных баллов |
| --------------- | ------------------------- | ------------ | ---------------- | --------------- |
| 1               | Мехмет Октав              | Туше (2:48)  | Улле Андерберг   | 3               |
| 4               | Эркки Талосела            | Туше (7:21)  | Хенк Дийк        | 7               |
| 4               | Эль-Сайед Мохамед Кандиль | Туше (3:31)  | Антониос Гриллос | 7               |
| 2               | Луиджи Кампанелла         | 2-1          | Ференц Тот       | 3               |
| 4               | Эгиль Сольсвик            | 3-0          | Энтоин Мерл      | 6               |
| 3               | Георг Вейднер             | Туше (11:21) | Сафи Таха        | 4               |

## Четвёртый круг
| Штрафных баллов | Участник 1        | Результат    | Участник 2                | Штрафных баллов |
| --------------- | ----------------- | ------------ | ------------------------- | --------------- |
| 3               | Улле Андерберг    | Туше (13:02) | Эркки Талосела            | 7               |
| 2               | Мехмет Октав      | 3-0          | Эль-Сайед Мохамед Кандиль | 7               |
| 3               | Луиджи Кампанелла | 3-0          | Сафи Таха                 | 7               |
| 3               | Ференц Тот        | Туше (16:36) | Эгиль Сольсвик            | 7               |
| 3               | Георг Вейднер     | Пропускал    |                           |                 |

## Пятый круг
| Штрафных баллов | Участник 1     | Результат    | Участник 2        | Штрафных баллов |
| --------------- | -------------- | ------------ | ----------------- | --------------- |
| 3               | Мехмет Октав   | 2-1          | Георг Вейднер     | 5               |
| 3               | Улле Андерберг | Туше (13:02) | Луиджи Кампанелла | 6               |
| 3               | Ференц Тот     | Пропускал    |                   |                 |

## Финал
| Штрафных баллов | Участник 1     | Результат    | Участник 2 | Штрафных баллов |
| --------------- | -------------- | ------------ | ---------- | --------------- |
|                 | Улле Андерберг | Туше (15:30) | Ференц Тот |                 |